# Asterdorp

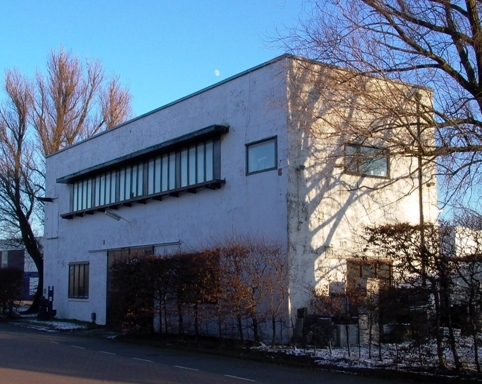
Torhaus der Siedlung Asterdorp

Das Asterdorp war eine Siedlung der Gemeinde Amsterdam mit 131 Wohnungen in Amsterdam-Noord, die 1927 gebaut wurde und für “ontoelaatbare” (deutsch: „aufsässige“) Familien gedacht war. Während der deutschen Besatzung im Zweiten Weltkrieg diente die Siedlung als deutsches Durchgangslager für jüdische Menschen.

## Geschichte
Die Siedlung Asterdorp wurde 1927 gebaut und war von einer Mauer mit einem Tor umgeben. Die hier untergebrachten, meist kinderreichen Familien galten als „asozial“ und sollten „umerzogen“ werden. Darunter waren auch Familien aus dem Arbeiterviertel Jordaan, die ihre Miete nicht mehr zahlen konnten. Die Häuser waren unter Asterdorp durchnummeriert, wodurch sich die Bewohner stigmatisiert fühlten. 1932 erhielt die Siedlung auf deren Wunsch einen zweiten Eingang, die Straßen Blumennamen und die Häuser entsprechende neue Nummern. 1940 verließen die ursprünglichen Asterdorper das Viertel, die meisten zogen nach Floradorp um, und Asterdorp wurde vorübergehend von Rotterdamern bewohnt, die ihre Wohnungen bei der Bombardierung von Rotterdam durch die Deutschen am 10. Mai 1940 verloren hatten.
Nachdem diese Bewohner nach Rotterdam zurückgekehrt waren, nutzten die deutschen Besatzer Asterdorp ab 1942 als Durchgangslager, um dort über 300 jüdische Menschen vor ihrem Transport in das Durchgangslager Westerbork gefangen zu halten. Dabei handelte es sich vorrangig um Juden mit deutscher Nationalität, aber auch um Menschen aus der Tschechoslowakei, Rumänien und Polen. Der Joodsche Raad hatte ein Büro im Blauwe-Distelweg 2.
Die jüdischen Bewohner, von denen nur rund 80 die deutsche Besatzung überlebten, mussten für die inzwischen heruntergekommenen Unterkünfte Miete an den Gemeentelijke Woningdienst entrichten, die höher war als bei anderen Gemeindewohnungen. Dass die Gemeinde Amsterdam laut den Recherchen des Politologen Stephan Steinmetz finanziell von der Judenverfolgung profitierte, sorgte im Jahr 2016 für Schlagzeilen in niederländischen Medien.
Da der jüdische Stadtrat Monne de Miranda, der für die städtische Wohnungswirtschaft verantwortlich war, sich Ende der 1920er Jahre um die Siedlung gekümmert und seine Tochter Flora als Verwalterin eingesetzt hatte, erhielt die Siedlung im Volksmund den Namen “het concentratiekampje van De Miranda” (deutsch: „das kleine Konzentrationslager von De Miranda“). Auch De Miranda selbst wurde 1942 ein Opfer der deutschen Judenvernichtung.
1943 wurde Asterdorp bei einem Bombenangriff zerstört, der einem nahegelegenen Standort des Flugzeugunternehmens Fokker galt. 1955 wurde die Siedlung abgerissen. Lediglich das Torhaus blieb erhalten und diente dem Bildhauer André Volten von 1950 bis zu seinem Tod im Jahre 2002 als Atelier. Seit 2016 wird das Gebäude nach umfassender Renovierung als Villa Volten für Ausstellungen der Stichting André Volten sowie für Veranstaltungen genutzt.
2016 erschien der Dokumentarfilm Het Vergeten Getto von Saskia van den Heuvel.